# Швейний квартал
Швейний квартал, також «Центр моди», Район одягу (англ. Garment District, англ. Garment Center, англ. Fashion District) — район Мангеттена в Нью-Йорку між П'ятою і Дев'ятою авеню. Своє найменування район отримав завдяки високій концентрації бутіків, магазинів одягу та центрів моди. Вже на початку XX століття прославився своїм виробництвом і дизайном одягу в США і за її межами. На території району, площа якого не перевищує однієї квадратної милі, зосереджено безліч виставкових залів та магазинів від сотень великих модних брендів одягу. Більшість з них орієнтована на оптові продажі. Район має унікально високу концентрацію молодих талантів у світовому масштабі.

## Роль у моді
На сьогодні Нью-Йорк є столицею моди в Сполучених Штатах Америки. Доходи від промисловості становлять $ 14 млрд. Більшість великих лейблів міської моди представляють свої роботи у виставкових залах. А глядачі та покупці купують одяг оптом. Така система не існує в інших містах, де розвинений бізнес моди, наприклад Париж.
Район моди є домом для ряду відомих дизайнерів, які мають власні виставкові зали та ательє. Тут так само молоді таланти мають шанс стати відомими. Свої виставкові зали, офіси та виробничі центри тут мають багато брендових марок, таких як Carolina Herrera, Oscar de la Renta, Calvin Klein, Donna Karan, Liz Claiborne та Nicole Miller.
Спочатку район був відомий виключно своєю текстильною промисловістю, глобальні тенденції змінили індустрію моди та швейну функцію округу. За останні 50 років кількість місцевих виробників інтенсивно скорочується та витісняється іноземними компаніями, завдяки нижчій та прийнятній ціні. Зараз вони відіграють домінуючу роль у виробництві одягу в цьому кварталі. Незважаючи на це, вітчизняні компанії, що залишилися, продовжують чинити сильний тиск на галузь. Спад у галузі обробної промисловості виявився серйозною проблемою для одежного району у центрі Манхеттена. У 1987 році для збереження промисловості був створений «Спеціальний одежний центр району» (SGCD), який повинен був зонувати площі району в спробі зберегти виробництво та орендну плату доступною. Однак це не увінчалося успіхом і на сьогоднішній день виробництво в районі продовжує скорочуватися.

## Історія

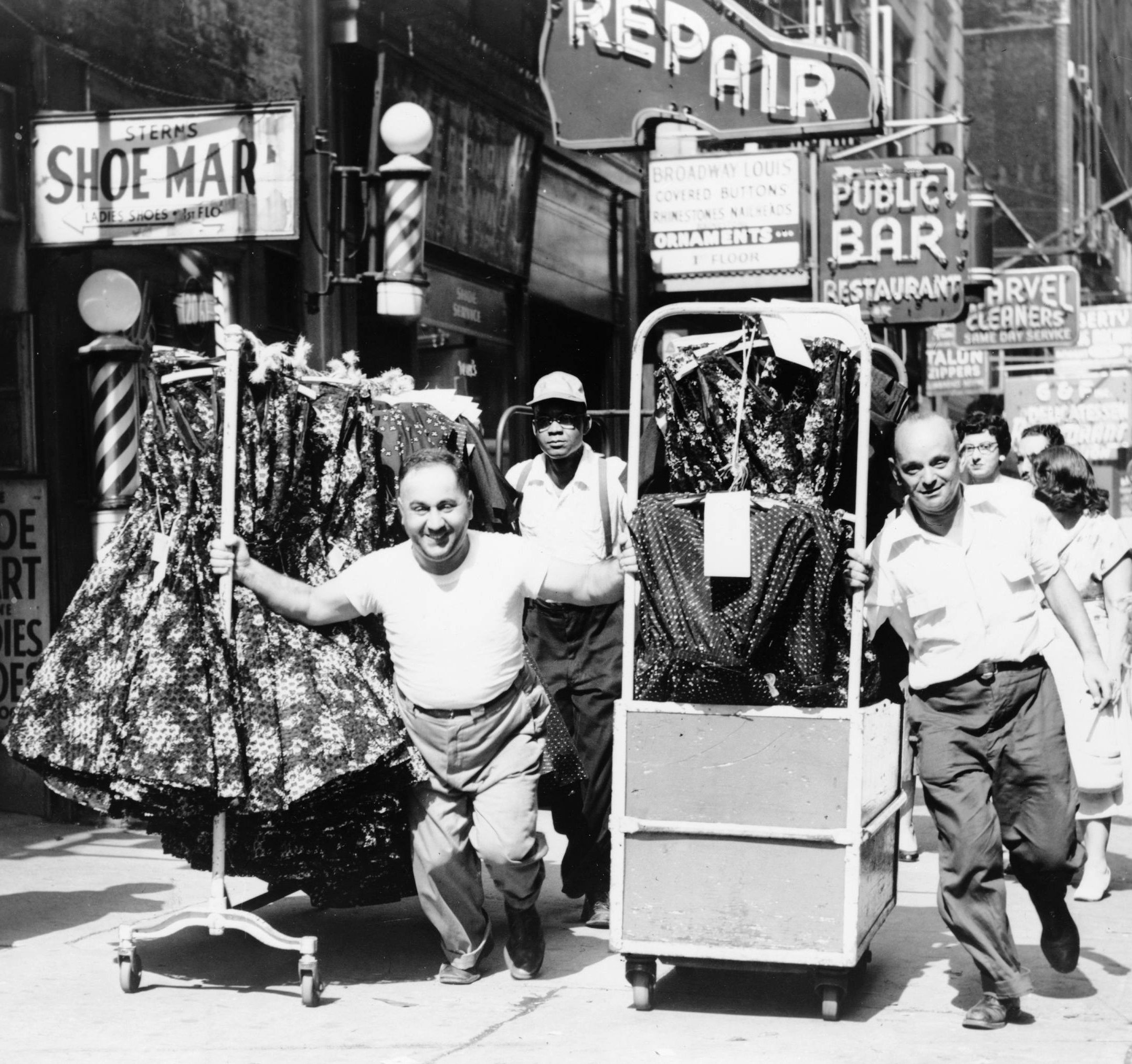
Чоловік везе одяг на продаж, 1955 рік

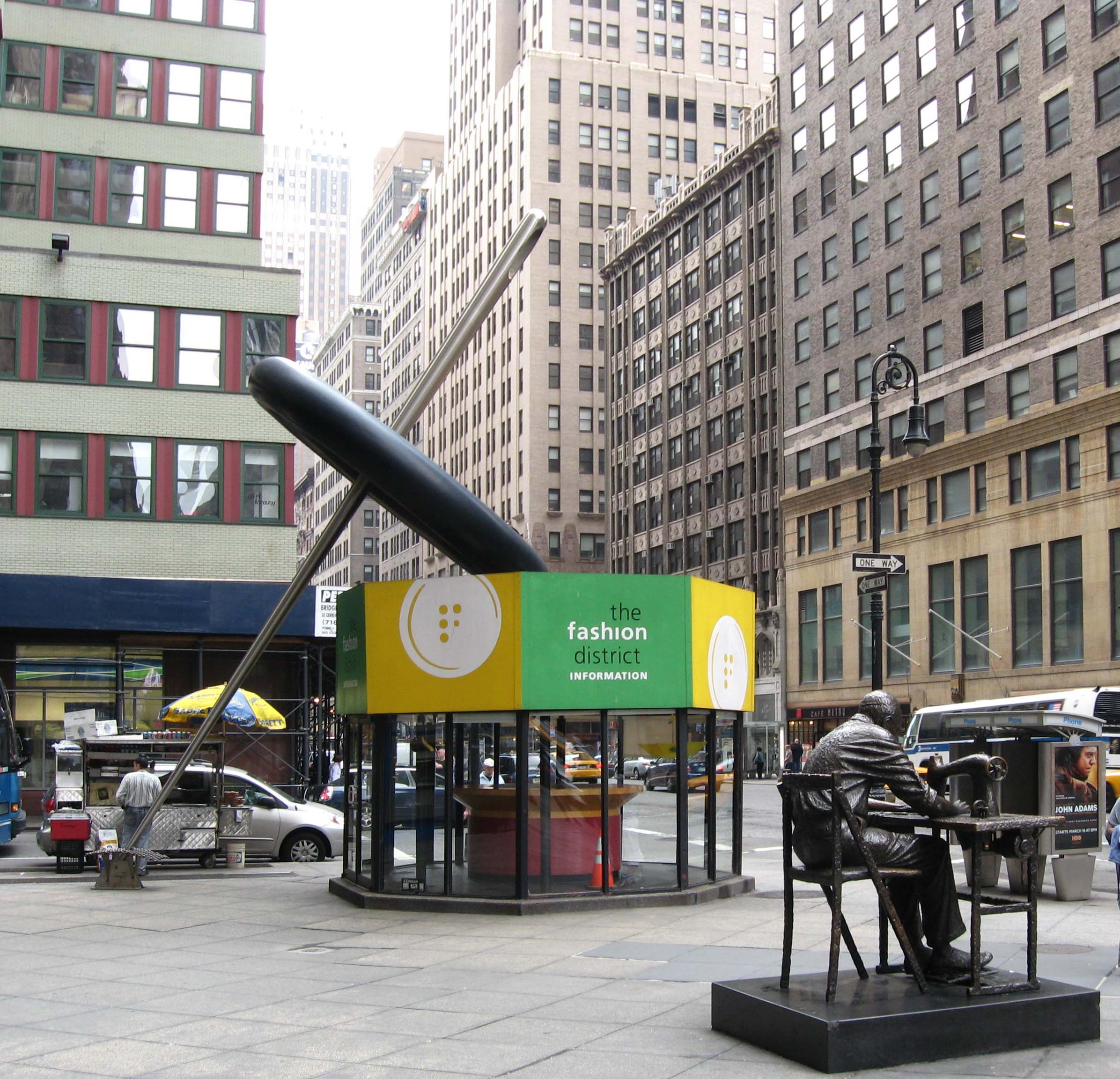
Скульптура «Голка в гудзику» та пам'ятник кравець (The Garment Worker)

Спочатку Нью-Йорк передбачалося зробити центром швейної промисловості, де одяг шили б для чорних рабів, що працювали в бавовняних плантаціях у південних штатах. Для їх господарів було вигідніше купувати одяг за кордоном, ніж самим його робити. Крім одягу для рабів шили так само костюми для моряків, золотошукачів і першопрохідників Дикого Заходу. До середини дев'ятнадцятого століття більшість американців шили собі одяг вручну і лише заможніші громадяни могли дозволити собі купувати готову продукцію. Однак у 1820-ті роки швейний ринок почав інтенсивно розвиватися, дедалі більше швейних виробів гарної якості були доступні та вироблялися для великого ринку. Все це почалося з винаходом швейної машини у 1850-х. Під час громадянської війни необхідність виробляти військову форму для понад 1000 солдатів сильно допомогли подальшому розширенню та вдосконаленню швейної промисловості. До кінця 1860-х більшість американців уже купували готову продукцію, а не шили самі.
Важливу роль у розвитку швейної промисловості грали іммігранти з Німеччини та центральної Європи, що прибули в XIX столітті, а також східноєвропейські, що прибули на початку XX століття. За достатньої кількості дешевої робочої сили та усталеної розподільної мережі Нью-Йорк почав задовольняти високий попит на одяг. У 1870-х роках виробництво одягу в Нью-Йорку збільшилося в шість разів. До 1880 Нью-Йорк виробив більше одягу, ніж 4 його найближчих міста-конкурента. До 1900 року швейна промисловість виросла в 3 рази та стала другою за величиною галуззю після виробництва цукру. Роль Нью-Йорка як культурного центру США і постійне забезпечення попитів і нових стилів, що змінюються, дозволив успішно в подальшому розвиватися індустрії моди та стати місту її центром. За даними на 1910 рік, 70 % жіночого одягу та 40 % чоловічого вироблялися саме в Нью-Йорку.

## Занепад промисловості

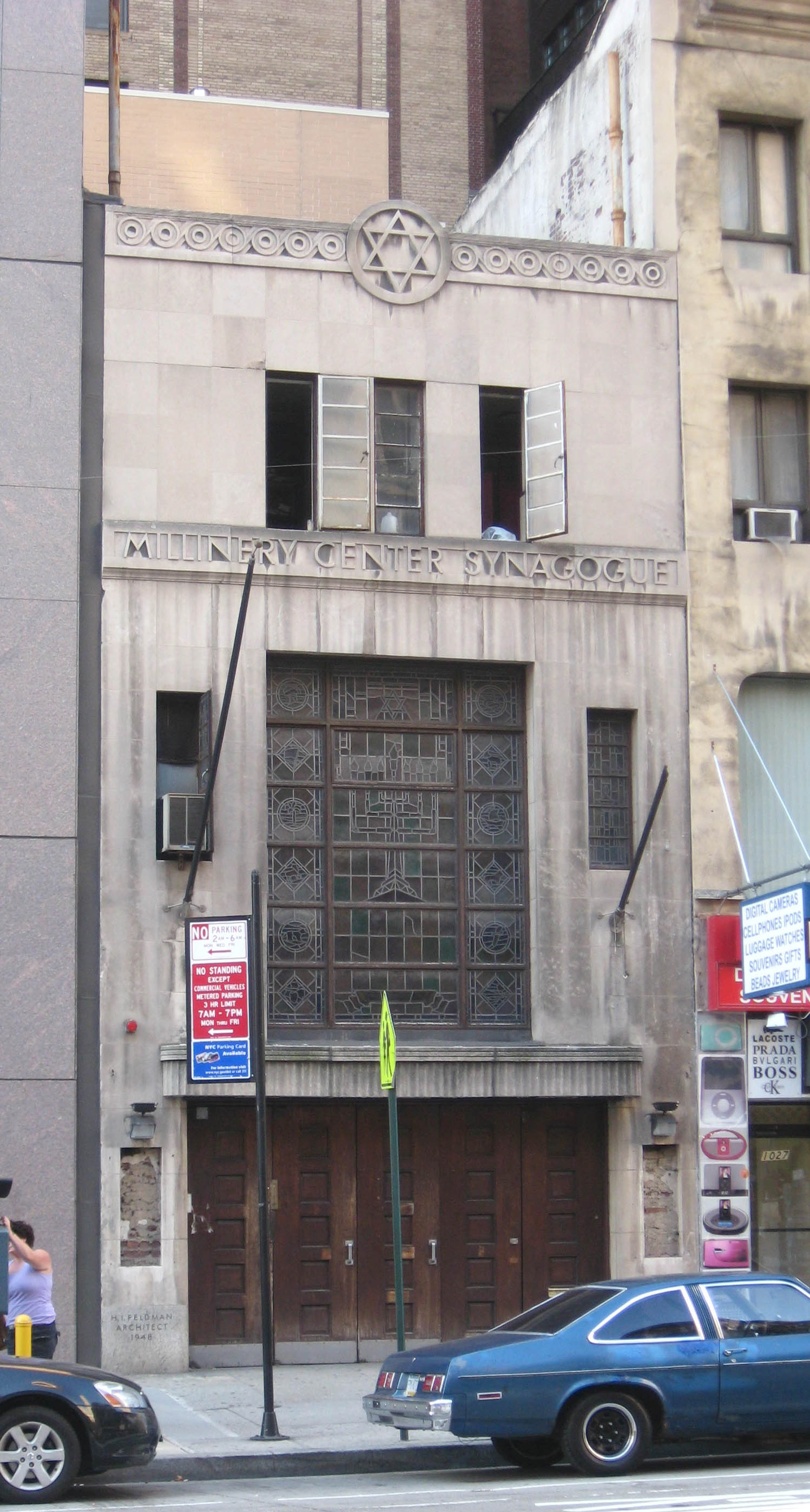
Стара синагога жіночих кравців у Швейному кварталі

Дешева закордонна продукція негативно сказалося на Нью-Йоркській галузі за останні десятки років. Це змусило багатьох дизайнерів залишити місто та виїхати за кордон.
Чапльс Баглі у новинах New York Times пише: «Деякі міські чиновники та лідери галузі побоюються, що якщо виробництво зникне, багато дизайнерів, які приносять великі доходи та славу поїдуть за кордон. А Нью-Йорк буде забутий як колишній світовий центр моди, віддавши першість Парижу і Мілану. До того ж вже сьогодні вони у вересні та лютому приваблюють величезну кількість туристів та відвідувачів, генеруючи сотні мільйонів доларів. Ця промисловість стала вже важливою частиною економічної діяльності у цих містах.»
Незважаючи на важкі часи для багатьох галузей промисловості, у тому числі району моди Нью-Йорка, і безлічі американських швейних організацій, що перебували на межі руйнування, некомерційна організація, а також бізнес-центр моди (центр моди або BID Fashion Center) працює, щоб зберегти та динамізувати виробництво в кварталі мод у такому вигляді, як він був раніше.
Ось лише деякі з програм, створених BID Fashion Center: подіуми, що проходили на Сьомій авеню, фестивалі мистецтв і центральний, а також інформаційний кіоск на Сьомій авеню який надає джерела інформації пов'язаних з модою фахівців, студентів, любителів, відвідувачів та покупців.
Декількома членами індустрії моди була випущена серія чорних футболок з написом «збережемо центр моди» з метою актуалізації проблеми та залучення нових осіб. Одяг можна купити за кілька хвилин ходьби від пенсільванського вокзалу та Центрального вокзалу Нью-Йорка. Поруч із зниженням виробництва багато будинків викупили інші підприємства такі як бухгалтерії, органи держ. влади та багато високотехнологічних компаній.

## Пам'ятки
- Мода Алеї Слави — єдиний постійний орієнтир, присвячений американській моді.
- Статуя «зашивання кнопки голкою» на перехресті 39 вулиці та Сьомий авеню[1].
- Статуя Ральфа Крамена в уніформі водія автобуса.
- Будівля банку «Грінвіч Сейвінгс».